# David Calhoun

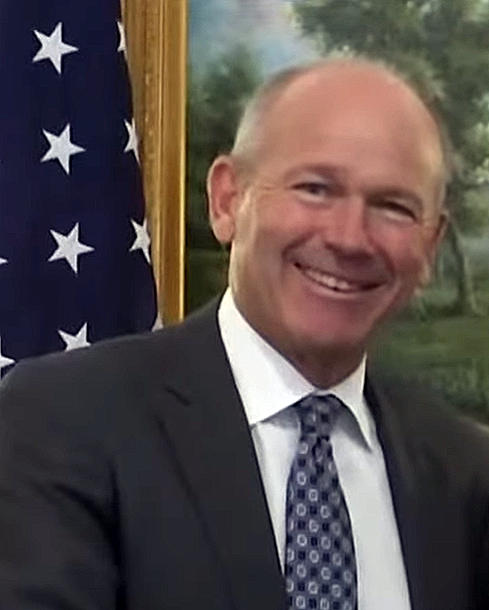
David Calhoun (2023)

David L. Calhoun, auch Dave Calhoun (geboren am 18. April 1957), ist ein US-amerikanischer Manager. Er war von 2006 bis 2013 CEO der Nielsen Company und wechselte danach als Senior Managing Director zur Blackstone Group.
Seit 11. Oktober 2019 fungierte er als Aufsichtsratsvorsitzender von Boeing, ab 13. Januar 2020 auch als Chief Executive Officer (CEO). Aufgrund der Ereignisse bei Boeing trat er im August 2024 zurück, sein Nachfolger Kelly Ortberg trat sein Amt am 8. August an.

## Leben
Calhoun studierte an der Virginia Tech und erwarb dort 1979 einen Abschluss im Bereich Rechnungswesen. 26 Jahre lang arbeitete er für General Electric und deren Tochterunternehmen. Zu Beginn seiner Karriere bekleidete er verschiedene Funktionen in den Bereichen Vertrieb, Finanzen und Marketing, unter anderem bei GE Plastics und GE Capital. Es folgten Leitungsfunktionen bei GE Lighting, GE Employers Reinsurance Co., GE Aircraft Engines und GE Transportation (Flugzeuge und Eisenbahn). Zuletzt war er Vizepräsident der Gesamtfirma und CEO von GE Infrastructure, der größten Geschäftseinheit des Unternehmens.
2006 wurde die Nielsen Company von einigen Investorengruppen übernommen, darunter auch die Blackstone Group. Es handelte sich ursprünglich um ein niederländisches Informations- und Medienunternehmen. Als neuer CEO wurde Calhoun bestellt. In den sieben Jahren seines Vorstandsvorsitzes konnte sich Nielsen als weltweit führender Marktforscher mit Niederlassungen in 100 Ländern und rund 40.000 Mitarbeitern etablieren. Er brachte das Unternehmen 2011 an die New York Stock Exchange. Durchgehend seit 2009 war er im Board of Directors des Boeing Konzerns vertreten. Er gehörte auch dem Aufsichtsrat von Caterpillar an, stellte sich aber auf der Hauptversammlung 2024 nicht mehr zur Wahl.
2010 veröffentlichte er gemeinsam mit Rick Cash das Buch How Companies Win („Wie Unternehmen gewinnen“). Den klassischen vier P's des Marketing – product, price, promotion, place – fügten die Autoren ein fünftes P hinzu: precision, Präzision. Der Coca-Cola-Manager Joseph Tripodi lobte dieses P als „ein mächtiges neues Werkzeug“.
2014 wechselte er von Nielsen zur Blackstone Group mit Sitz in New York. Er war dort als Senior Managing Director tätig und leitet das Portfolio Operations. Neben seinen bisherigen Funktionen übernahm er inmitten der schwersten Krise der Geschichte des Flugzeugbauers Boeing dort zunehmend mehr Verantwortung. Mit Wirkung vom 30. April 2018 wurde er als Lead Director bestellt. Des Weiteren fungierte er als Vorsitzender des Governance, Organization and Nominating Committee und wurde am 11. Oktober 2019 zum Vorsitzenden des Aufsichtsrates bestellt. Damit übernahm er eine der beiden Leitungsfunktionen von Dennis Muilenburg, nachdem Boeing durch die Abstürze zweier MAX 737 in Indonesien und Äthiopien mit 346 Todesopfern, das folgende Flugverbot und die Produktionseinbrüche massiv in Bedrängnis geraten war.
Calhoun wurde schon in früheren Jahren bereits als möglicher CEO für Boeing genannt. Nach dem Rücktritt von Dennis Muilenburg am 23. Dezember 2019 wurde bekannt gegeben, dass er ab 13. Januar 2020 auch die Funktion des CEO übernehmen werde.
Am 25. März 2024 wurde bekannt, dass Calhoun nach einer Serie von Sicherheitsmängeln in der Flugzeugproduktion Ende 2024 bei Boeing zurücktreten wird. Im Juli 2024 kündigte Boeing das vorzeitige Ausscheiden Calhouns zum 7. August 2024 an.

## Buchpublikation
Gemeinsam mit Rick Kash: How Companies Win. Harper Business, New York 2010, ISBN 978-0-06-200045-3.